# Musée du Pays Châtillonnais
Musée du Pays Châtillonnais – Trésor de Vix ist der neue Name des archäologischen Museums von Châtillon-sur-Seine (Côte-d’Or). Es wurde Ende des 19. Jahrhunderts gegründet und wird von der Communauté de communes du Pays Châtillonnais verwaltet.

## Geschichte
Die Société archéologique et historique du Châtillonnais eröffnete 1882 ein erstes Museum, das als Regionalmuseum konzipiert war. Seit den großen Ausgrabungen unter Napoleon III. Mitte des 19. Jahrhunderts in Alesia, 80 km von Châtillon entfernt, erfreute sich die Archäologie in der Region großer Beliebtheit. 

### Hôtel Philandrier

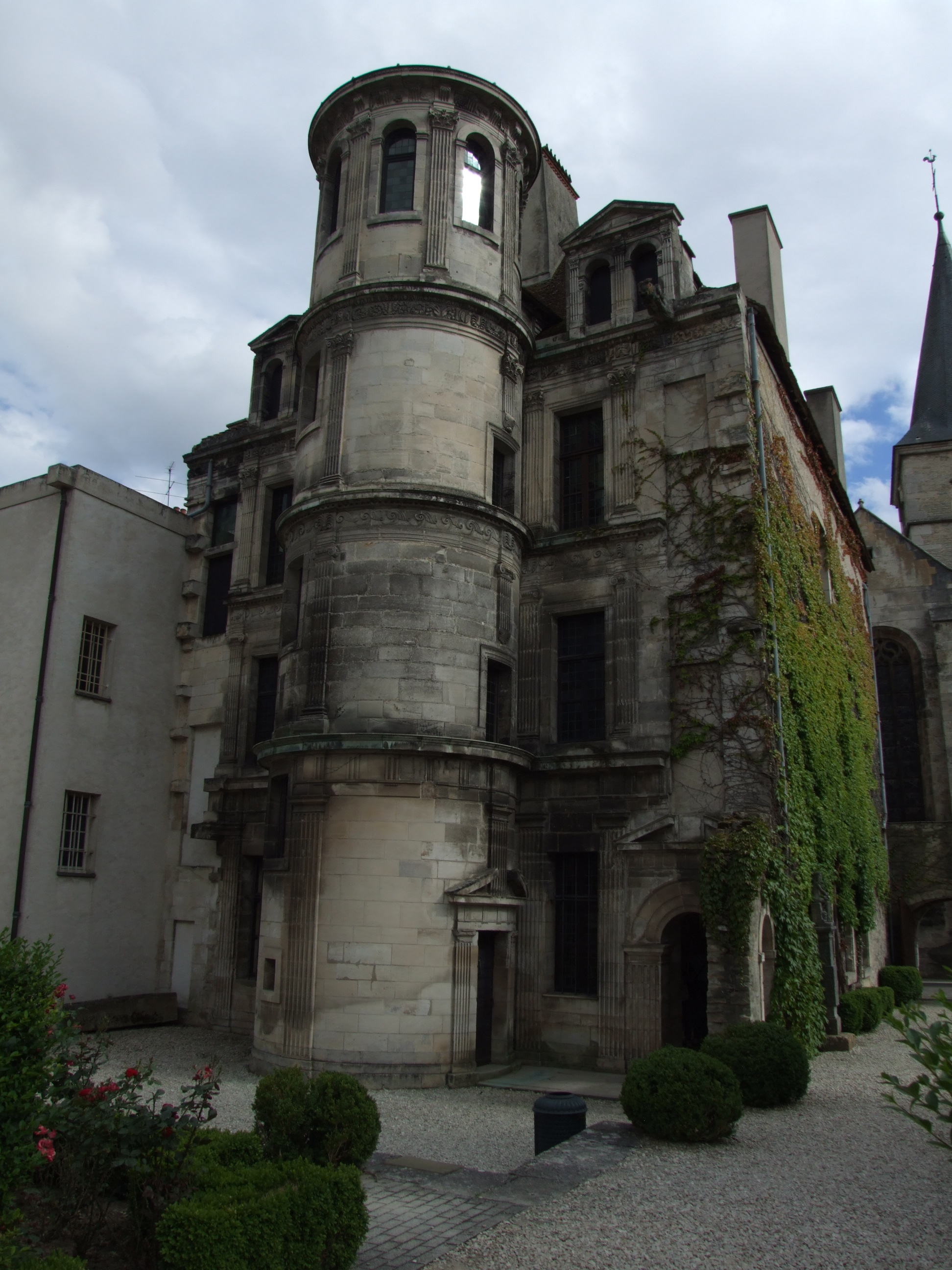
Hôtel Philandrier

1928 erwarb die archäologische Gesellschaft im Stadtzentrum ein Stadtpalais im Renaissance-Stil, das Hôtel Philandrier, benannt nach dem im 16. Jahrhundert in Châtillon geborenen Architekten Guillaume Philandrier. In der Region gibt es zahlreiche Ruinen, wie die gallo-römische Siedlung Vertillum, ca. 15 km entfernt, oder das Oppidum auf dem Mont Lassois, aus dem zahlreiche Funde stammen. 1950 wurde das Museum vergrößert und in das Hôtel Philandrier mit einer Fläche von 400 m² verlegt. Drei Jahre später erlangte das Museum internationale Bekanntheit durch die Entdeckung des Vix-Grabes, das aufgrund seiner reichen Ausstattung und seines historischen Wertes von außerordentlicher Bedeutung ist. Dank der größeren Fläche konnten alle Schätze des Fundortes untergebracht werden, die sonst wahrscheinlich ins Archäologische Nationalmuseum nach Saint-Germain-en-Laye gewandert wären.

### Kloster Notre-Dame de Châtillon
2009 zog das Museum vom zu klein gewordenen Hôtel Philandrier in die ehemalige Abtei Notre-Dame de Châtillon um, die im 13. Jahrhundert von Bernard de Clairvaux gegründet wurde und zuvor ein Krankenhaus und ein Altenheim beherbergte. Der Gebäudekomplex wurde im 17. und 18. Jahrhundert vom Architekten Antoine Stinco umgebaut und erstreckt sich heute über 2000 m². Bei dieser Gelegenheit hat das Museum seine Sammlungen neu geordnet, die nun die gesamte Geschichte der Region von der Frühzeit bis zum 18. Jahrhundert abdecken.

## Sammlungen
- Urgeschichte: viele Einzelfunde, Funde von den Ausgrabungen am Mont Lassois und der Höhle La Grande Baume bei Balot.
- Frühgeschichte: die Gräber von Sainte-Colombe-sur-Seine, der Schatz von Vix mit dem berühmten Bronzekrater und die Depotfunde der Douix-Quelle.

- Gallo-römische Welt: die Stadt Vertillum, die Heiligtümer von Essarois (und seine Ex-Voto, eine 2009 entdeckte Votivgabe zeigt einen Fall von menschlicher Polydaktylie) und Tremblois in Villiers-le-Duc.
- Mittelalter: Kunst aus den Abteien Fontenay und Notre-Dame de Châtillon, Reliquien des heiligen Vorelius
- Renaissance bis 18. Jahrhundert: zahlreiche Gegenstände des täglichen Lebens, des Handels und rund um die Metallverarbeitung
- Gedenksaal für den aus Châtillon gebürtigen Maréchal Marmont.

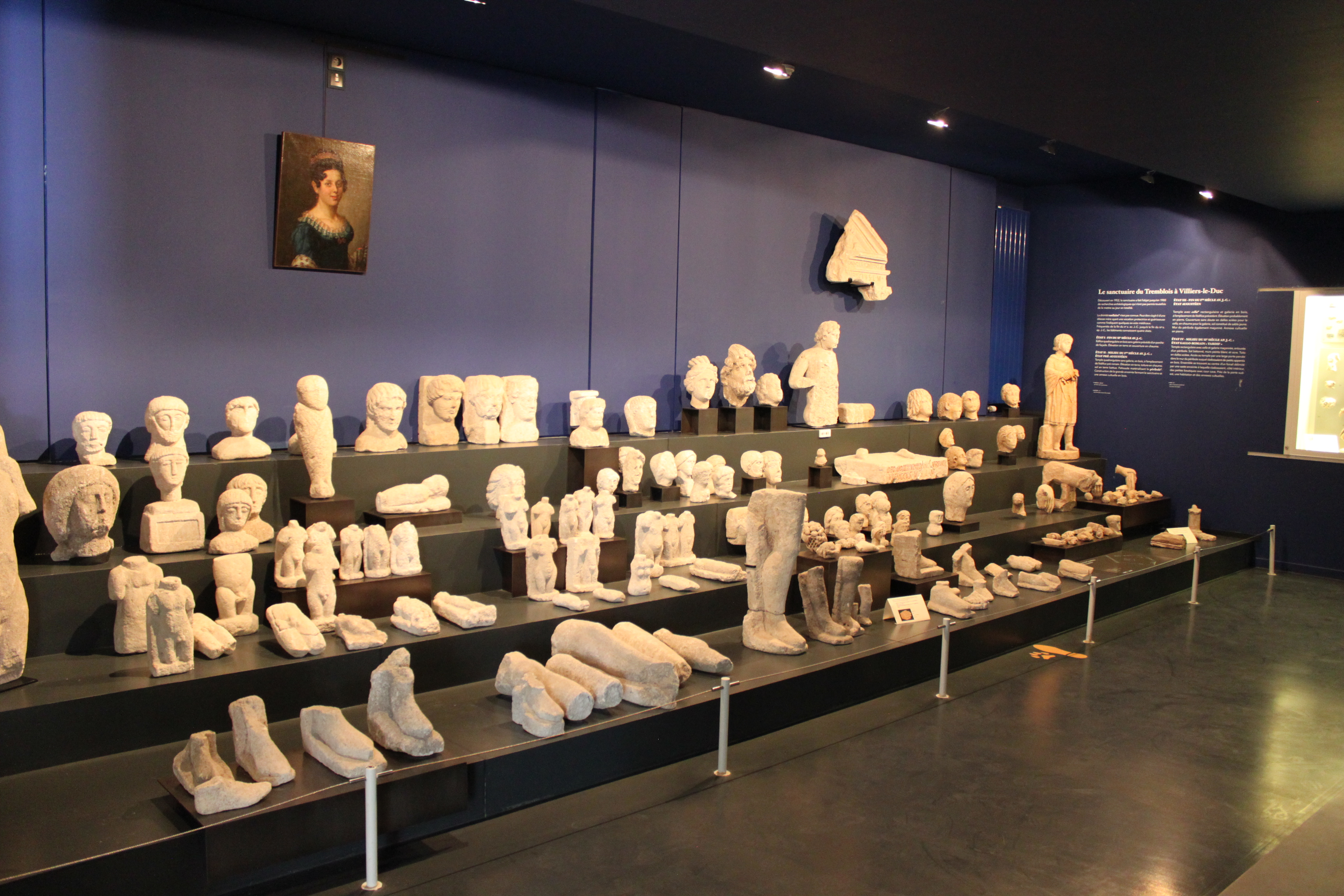
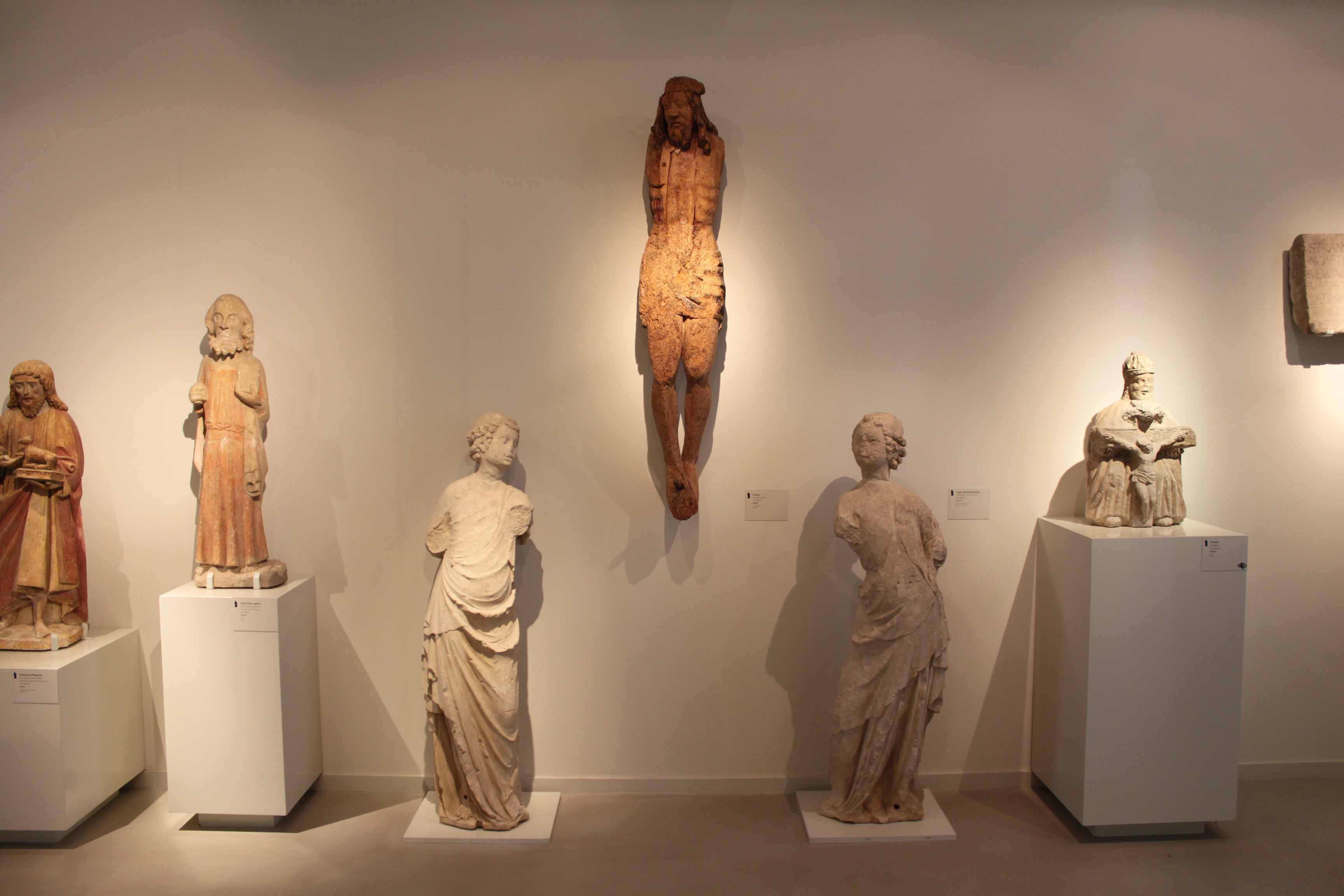
Gallo-römische Sammlung
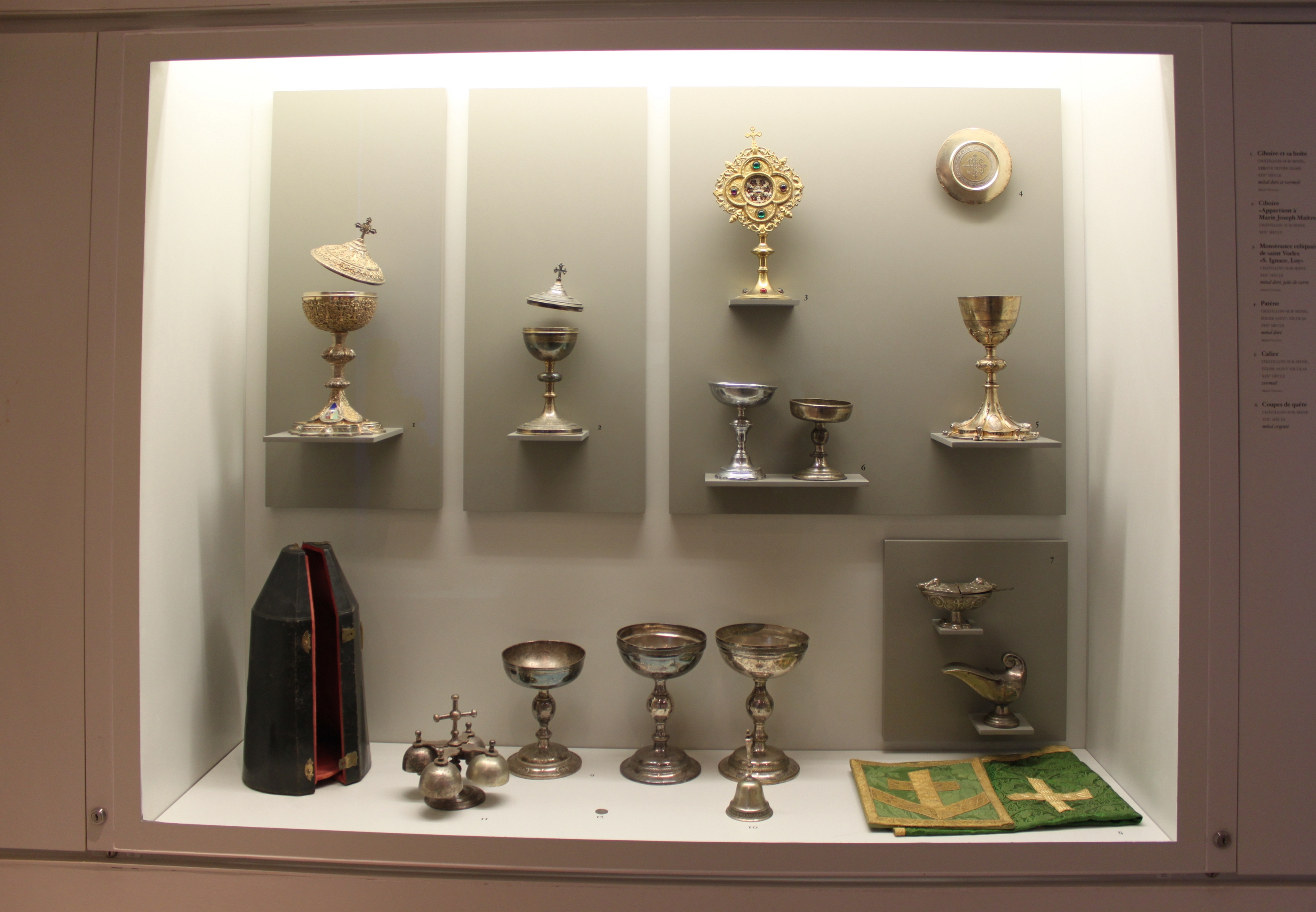
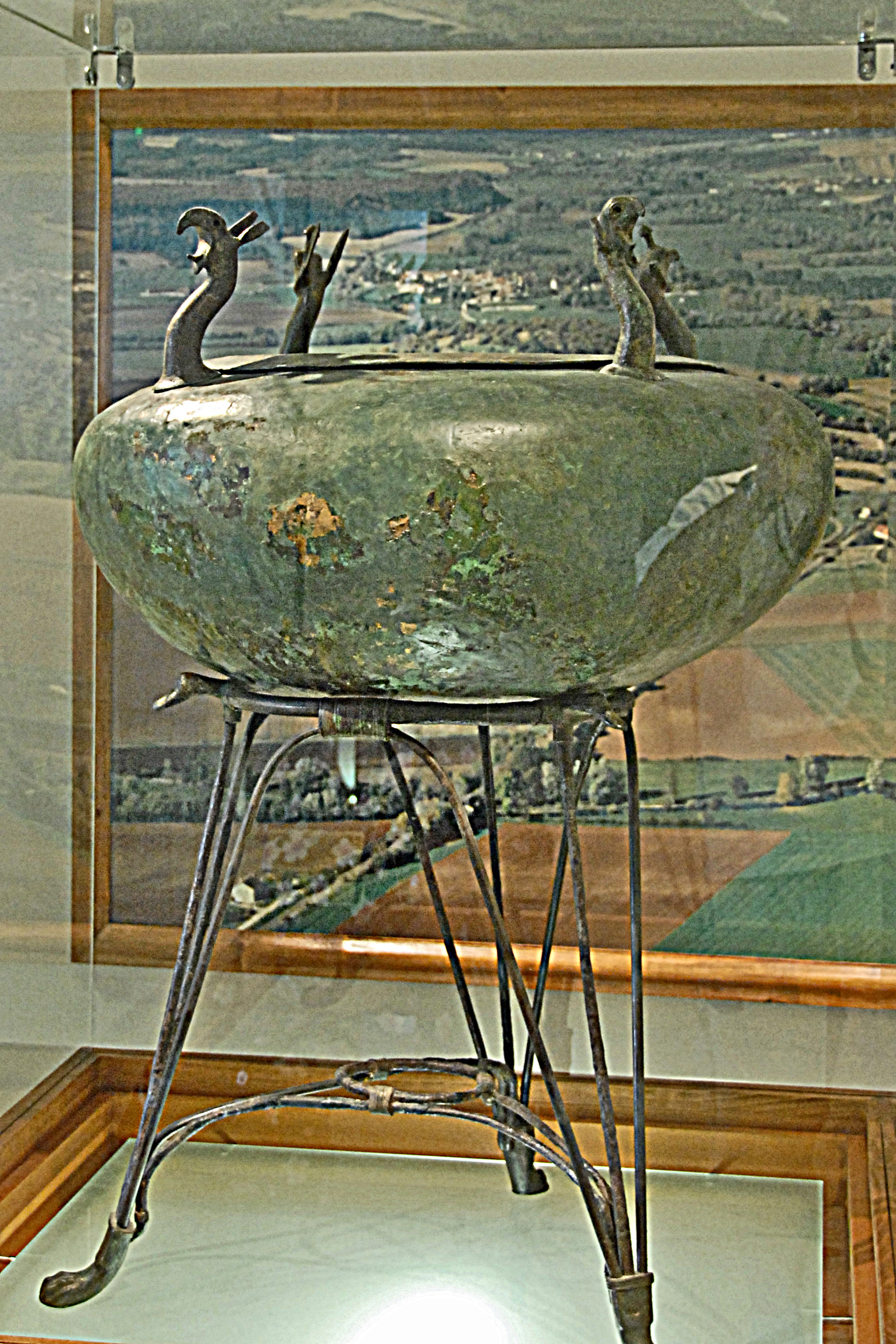
Lebes aus Sainte-Colombe.
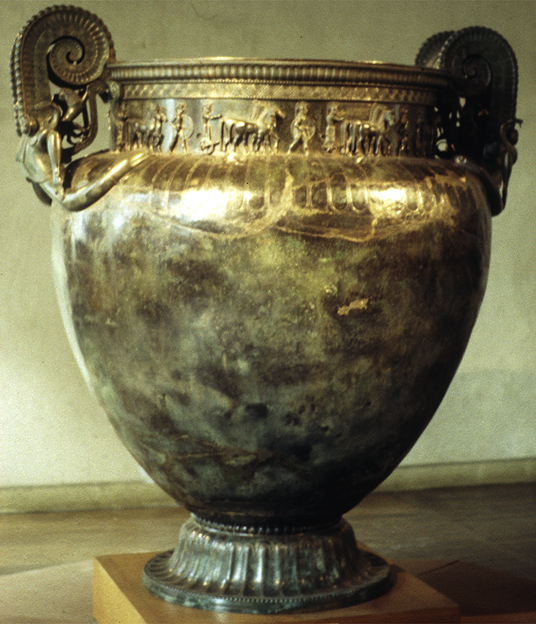
Krater von Vix.
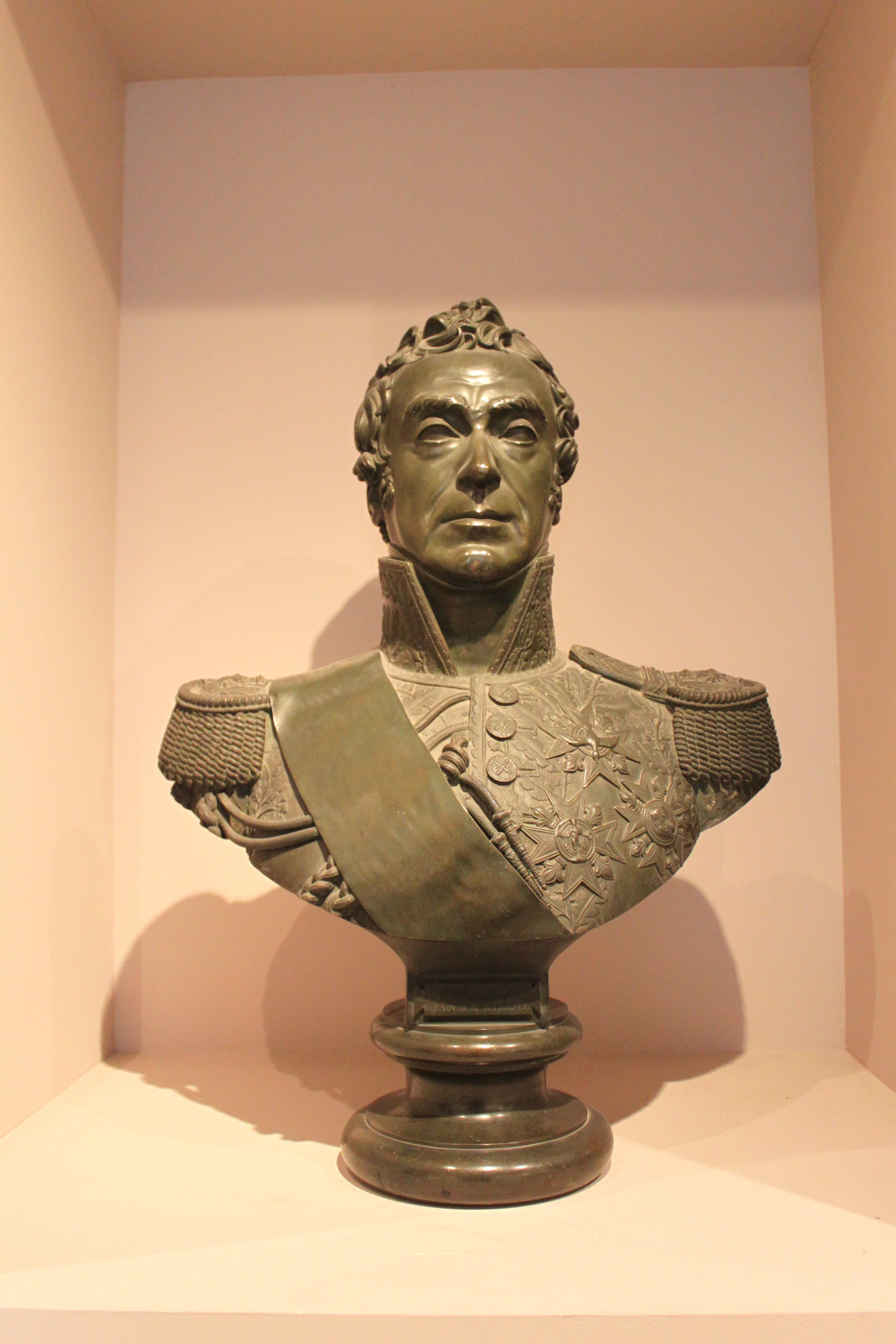
Maréchal Marmont